# Solerbrocó
Solerbrocó és un masia situada al poble de Freixinet, municipi de Riner, a la comarca catalana del Solsonès.